# Vale
Vale (gruzínsky ვალე) je malé příhraniční město v jihozápadní Gruzii v kraji Samcche-Džavachetie. Město se nachází blízko hranic s Tureckem, obklopený vrcholy Malého Kavkazu v nadmořské výšce 1000 až 1200 metrů nad mořem. Vale bylo poprvé zmíněno už v 10. století jako vesnice. Za sovětské éry byla v okolí Vale objevena ložiska hnědého uhlí a vesnice začala růst, až v roce 1962 získala statut města.

## Doprava
Vale je od roku 1947 poslední stanicí na 91 km dlouhé železniční trati do Chašuri. Nádraží se nachází asi 3 km severně a o několik set metrů nadmořské výšky níže od města v údolí řeky Posof (gruzínsky ფოცხოვისწყალი, Pocchovisckali, turecky Posof Çayı), která pramení v turecké provincii Ardahan na východním svahu Arsiánského hřbetu.
Městem prochází evropská silnice E691, která v tureckém Horasanu v provincii Erzurum odbočuje z evropské silnice E80 přes Kars, jižně od Vale překračuje hranici do Gruzie a přes Achalciche a Achalkalaki pokračuje do Arménie, kde se přes Gjumri napojuje na evropskou silnice E117, čímž tvoří nejkratší spojení mezi Tureckem a Arménií, jelikož společná hranice mezi oběma zeměmi je uzavřena.